# Акмелла
Акмелла (лат. Acmella) — род цветковых растений семейства Астровые. Бо́льшую часть видов этого рода до недавнего времени относили к роду Спилантес.
Виды акмеллы распространены в Северной и Южной Америке; как заносные встречаются и в других частях света.
Наиболее известный вид этого рода — Акмелла огородная (Acmella oleracea) [syn. Spilanthes oleracea]: культивируемое во многих странах пищевое растение, а также лекарственное растение, используемое для лечения зубов. Среди других известных видов — Acmella uliginosa [syn. Spilanthes uliginosa].

## Виды
По информации базы данных The Plant List (2013), род включает 31 вид:
- Acmella alba (L'Hér.) R.K.Jansen
- Acmella alpestris (Griseb.) R.K.Jansen
- Acmella bellidioides (Sm.) R.K.Jansen
- Acmella brachyglossa Cass.
- Acmella calva (DC.) R.K.Jansen
- Acmella caulirhiza Delile
- Acmella ciliata (Kunth) Cass.
- Acmella darwinii (D.M.Porter) R.K.Jansen
- Acmella decumbens (Sm.) R.K.Jansen
- Acmella filipes (Greenm.) R.K.Jansen
- Acmella glaberrima (Hassl.) R.K.Jansen
- Acmella grandiflora (Turcz.) R.K.Jansen
- Acmella grisea (Chodat) R.K.Jansen
- Acmella iodiscaea (A.H.Moore) R.K.Jansen
- Acmella leptophylla (DC.) R.K.Jansen
- Acmella leucantha (Kunth) R.K.Jansen
- Acmella lundellii R.K.Jansen
- Acmella oleracea (L.) R.K.Jansen — Акмелла огородная, или Спилантес огородный, или Паракресс
- Acmella oppositifolia (Lam.) R.K.Jansen
- Acmella paniculata (Wall. ex DC.) R.K.Jansen
- Acmella papposa (Hemsl.) R.K.Jansen
- Acmella pilosa R.K.Jansen
- Acmella poliolepidica (A.H.Moore) R.K.Jansen
- Acmella psilocarpa R.K.Jansen
- Acmella pusilla (Hook. & Arn.) R.K.Jansen
- Acmella radicans (Jacq.) R.K.Jansen
- Acmella ramosa (Hemsl.) R.K.Jansen
- Acmella repens (Walter) Rich. ex Pers. typus[2]
- Acmella serratifolia R.K.Jansen
- Acmella sodiroi (Hieron.) R.K.Jansen
- Acmella uliginosa (Sw.) Cass.

Ещё некоторое число видовых названий этого рода имеют в The Plant List (2013) статус unresolved name, то есть относительно этих названий нельзя однозначно сказать, следует ли их использовать как названия самостоятельных видов — либо их следует свести в синонимику других таксонов.